# Samory Touré
Pour les articles homonymes, voir Touré.
Almamy Samory Touré ou Samori Touré est né vers 1830 à Miniambaladougou, dans l'actuelle république de Guinée, et mort le 2 juin 1900 à Ndjolé au Gabon.
Appartenant à la classe des cinq Marabouts Mandingues et d’ethnies Malinké et Soninke, il est le fondateur de l'empire Wassoulou, un empire éphémère (1878-1898) qui s'étendait de Siguiri et des régions méridionales de l'actuel nord-ouest de la Côte d’Ivoire, du sud du Mali et jusqu'aux régions forestières de la Moyenne Guinée, autour des deux grandes capitales : Kankan et Bissandougou. Celui-ci s'effondra en 1898. Le 29 septembre 1898, Samory Touré est arrêté par le capitaine Gouraud du contingent francais à Guélémou dans l'ouest de l'actuelle Côte d'Ivoire.
Luttant militairement contre la pénétration française et britannique en Afrique occidentale pendant près de vingt ans, Samory Touré est considéré comme le dernier grand chef noir indépendant de l'Afrique de l'Ouest et l’un des plus grands résistants africains à la pénétration coloniale, à la fin du XIXe siècle. Son arrestation marque l'achèvement de la conquête de l'Afrique de l'Ouest.

## Premières années
Né vers 1830 à Miniambaladougou, ce fils de marchand dioula grandit dans une Afrique de l’Ouest en pleine mutation du fait du nombre croissant de contacts avec les Européens. Le commerce avec l’Europe avait rendu riches certains États africains, pendant qu’une utilisation croissante des armes à feu modifie la guerre traditionnelle. Ses parents avaient abjuré l’islam pour se convertir au paganisme.
En 1848, la mère de Samory, Sokhona Camara, est capturée au cours d'un raid mené par Sory Bourama, du clan Cissé, et réduite en esclavage. Ne disposant pas de l'argent nécessaire pour la racheter, il doit, pour obtenir la libération à terme de sa mère, se mettre au service des Cissé auprès desquels, il apprend le maniement des armes. D'après la tradition, il reste à leur service « sept ans, sept mois, sept jours ».
Libéré aussi de son serment au roi Ibrahima, il ne rentre toutefois pas chez lui et devient le chef des armées d’un autre seigneur, le roi du Toron, Bitiké-Souané. Il s'engage pour deux ans dans l'armée de Saransware-Mori, faama des Bérété, ennemis des Cissé, avant de rejoindre son propre peuple, les Camara. Nommé kélétigui (chef de guerre) à Dyala en 1861, Samory prononce le serment de protéger son peuple contre les Bérété et les Cissé. Il crée une armée professionnelle et nomme ses proches, notamment ses frères et des amis d'enfance, à des postes de commandement.

## Construction d'un empire (avant 1881)

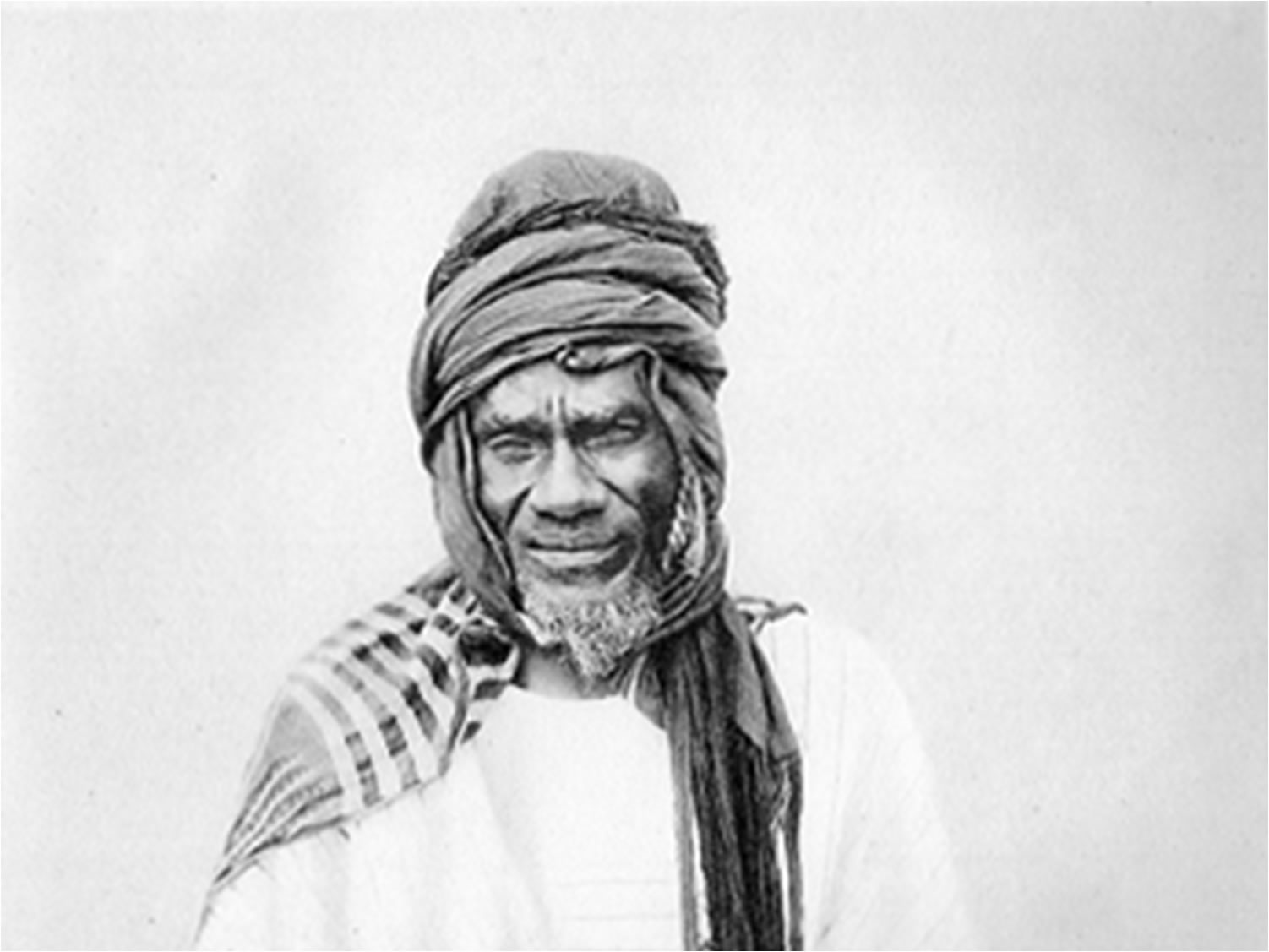
Almamy Samory Touré.

### Bataille de samory
Au moment où Samory construisait son royaume, il y avait deux grands royaumes dans le sud du Mandé, Diamoro Adji Diakité (Wassolon) et Worokodo Famoudou qui se sont unis pour lutter contre le royaume théocratique nouvellement formé (Samory) dans leur région. Les deux belligérants se sont rejoints sur un champ de bataille le soir et la bataille se serait produite le matin ; Samory était très fort en tactique, il fit tout son possible pour rencontrer et négocier la guerre avec Adji dans cette nuit et lui dit que : "Je t'ai vu que vous êtes trompés de faire cette guerre contre ton frère musulman, parce que tu es un Peul et les Peuls sont musulmans, et moi aussi je suis Touré et les clans Touré sont Manden-Mori [musulman du Mandé], et un musulman ne peut pas se battre contre son frère musulman… Et je t'ai apporté quelques cola [beaucoup d'or] pour que tu arrêtes cette guerre. ».
Diamoro Adji (diamörö Adji) a dit « Frère, j'ai compris votre message et accepté, vous devez informer vos armées de ne pas tirer sur mes soldats car je n'utiliserai aucune balle pendant la bataille. La guerre a eu lieu de 9h à 14h et Famoudou a été vaincu et arrêté. Samory est rentré chez lui avec sa victoire et Adji avec son or[réf. nécessaire].
Après la guerre, cette nouvelle s'est répandue dans tout le Mandé : ce Touré a vaincu deux grands rois sur un champ de bataille et il est absolument le faama (l'empereur), et la bataille a été nommée « Saman-Saman » (le tiré-tiré) où les rois tiraient les règnes entre eux.
Cette guerre a permis à Samory de devenir le plus influent, le plus puissant, le plus populaire et le plus connu du Mandé et des royaumes voisins.
En 1864, Elhadj Oumar Tall, le fondateur d'un empire en pleine expansion qui domine alors la région du Haut Niger, l'Empire toucouleur, meurt. Son empire se désagrège.
En 1867, Samory est un chef de guerre à part entière, possédant sa propre armée regroupée à Sanankoro dans les hautes terres guinéennes, sur les bords du Haut-Milo, un affluent du fleuve Niger. C'est à cette époque qu'il se convertit à l'islam et prend entre 1873 et 1874 le titre d’almamy, guide religieux. Il décrit son État comme un « État guerrier et marchand » dont les marchandises sont souvent des esclaves des tribus conquises.

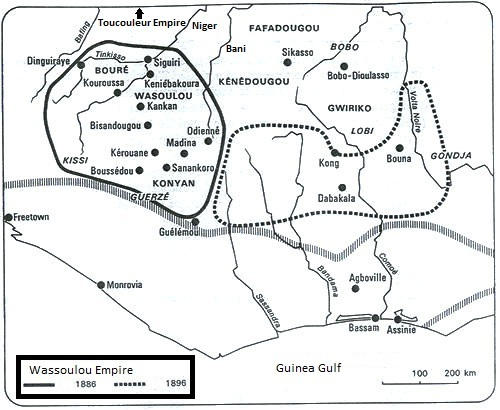
Second Empire wassoulou (1878-1898).

Samory Touré noue des partenariats commerciaux qui lui permettent d'obtenir des fusils en nombre suffisant et des chevaux, lui donnant un avantage déterminant sur les petits royaumes voisins. En 1876, Samory importe ainsi des fusils à chargement par la culasse par l'intermédiaire de la colonie britannique de la Sierra Leone. À la tête de son armée, composée essentiellement de fantassins armés d'un sabre, d'un poignard et d'un fusil, il s'empare du district de Buré dans la région de Siguiri, riche en or, en vue de renforcer ses finances. En 1878, il est assez puissant pour s'autoproclamer faama (« dirigeant militaire ») de son propre empire Wassoulou. Il fait de Bissandougou sa capitale et entame des échanges commerciaux et diplomatiques avec l'empire toucouleur voisin et déclinant.
En 1881, Samory est capable de sécuriser son emprise sur Kankan, ville clé du commerce dioula, située au bord du Haut-Milo. Kankan est alors un centre du commerce de la noix de kola, stratégiquement positionné pour contrôler les routes de commerce avoisinantes. Le Wassoulou s'étend en Guinée et au Mali, depuis l'actuel Sierra Leone jusqu'au nord de la Côte d'Ivoire et Bobo-Dioulasso au Burkina Faso.

## Samory à Bobo Dioulasso

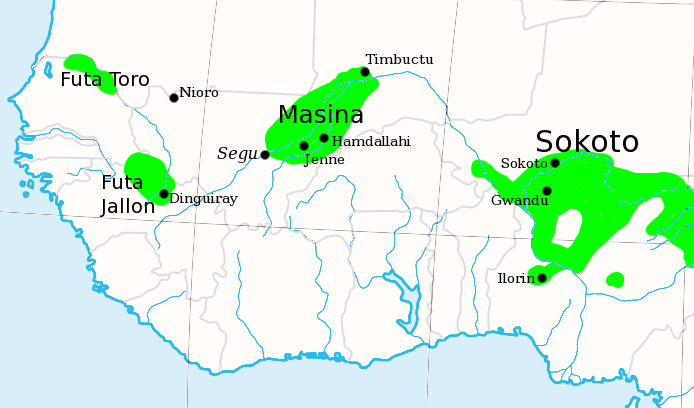
Imamat du Fouta-Djalon (1725-1896).

À Bobo Dioulasso, Samory Touré menace de détruire le royaume de la princesse Guimbi Ouattara parce qu'elle partage une partie de son territoire avec son ennemi français du royaume Tiéfo. Guimbi se rend chez Samory avec des cadeaux pour mener des négociations de paix. C'est ainsi que l'Almamy Samory Touré épargne la ville de Bobo Dioulasso de l'invasion,.
Pendant que Samory conquiert les nombreux petits États tribaux qui l'entourent, il manœuvre aussi sur le plan diplomatique. Il engage des relations régulières avec les Britanniques en Sierra Leone et tisse des liens prometteurs avec l'imamat du Fouta-Djalon.
L’armée de Samory Touré est remarquable car, au cours de la deuxième moitié du XIXe siècle, elle passe d'un modèle féodal à un modèle moderne s'inspirant des standards européens sous l'impulsion de son chef.

## Résistance à la colonisation française (1881-1893)
À la fin des années 1870, les Français commencent leur expansion en Afrique de l'Ouest, à partir de l'est du Sénégal, avec pour but d'atteindre le haut Nil dans le Soudan actuel. Ils cherchent aussi à progresser vers le sud-est pour atteindre leurs bases en Côte d'Ivoire. Ces mouvements les conduisent à un affrontement direct avec Samory Touré, mais aussi car les populations animistes de Côte d'Ivoire refusent les quotas de captifs et l'Islam imposé par Samory.
En février 1882, une expédition française attaque une des armées de Samory qui assiège Keniera. Samory réussit à repousser les Français.
Samory essaye de neutraliser les Français par plusieurs moyens. Premièrement, il étend sa domination vers le sud pour sécuriser une ligne de communication avec le Liberia. Quand une expédition menée par le gouverneur colonial français du Soudan, Antoine Combes, tente en 1885 de prendre possession des mines d'or de Buré, Samory contre-attaque. Divisant son armée en trois colonnes mobiles, il réussit à menacer gravement les lignes de communication françaises obligeant ses adversaires à se replier.
Cependant, le combat avec l'armée française tournant à son désavantage, Samory préfère négocier. Le 28 mars 1886, il signe avec les Français un traité de paix et de commerce qui reconnaît, sur la rive gauche du Niger, une importante zone d'influence française.

## Reprise de la guerre

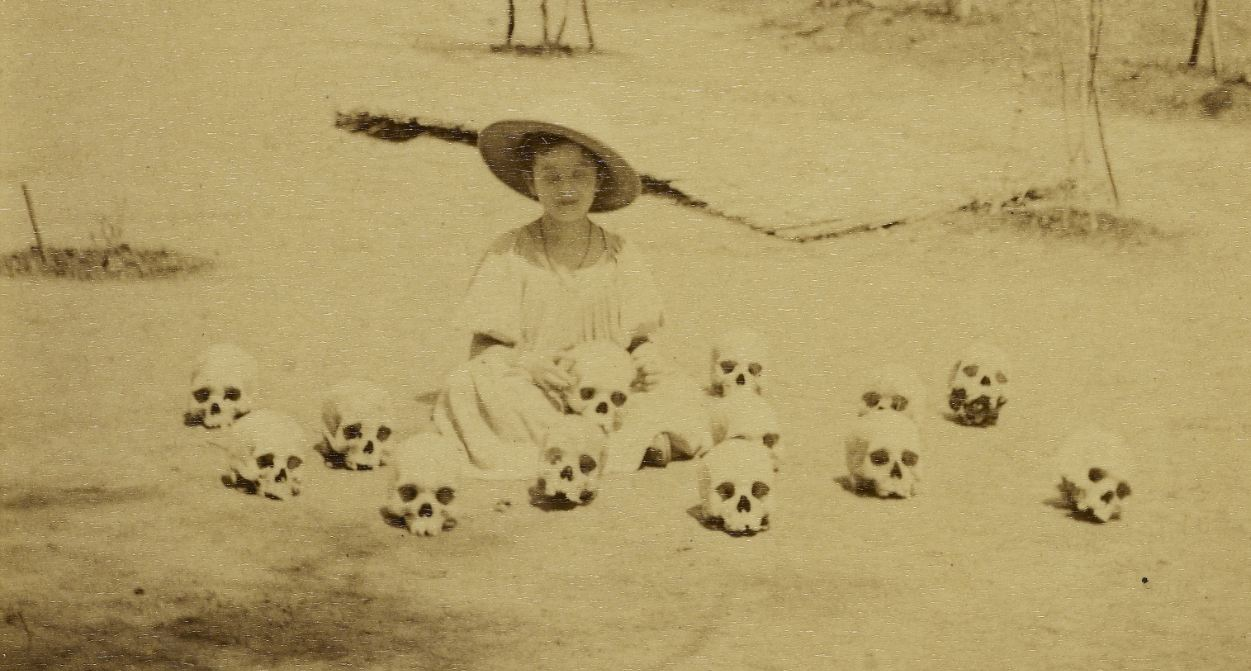
Une enfant française avec les crânes de treize soldats des troupes de Samory Touré.

En 1887, Samory Touré peut compter sur une armée disciplinée comprenant de 30 000 à 35 000 fantassins, organisés en pelotons et compagnies, et 3 000 cavaliers, répartis en escadrons de cinquante hommes chacun. Cependant, les Français sont déterminés à ne pas laisser Samory consolider ses positions. En exploitant la rébellion de plusieurs tribus animistes soumises par Samory[réf. nécessaire], ils continuent de s'étendre aux dépens des régions ouest de l'Empire, forçant Samory à signer des traités par lesquels il leur cède ces territoires entre 1886 et 1889 (traité de Bissandougou, traité de Niakha).
En mars 1891, une expédition française sous le commandement du colonel Archinard lance une attaque directe sur Kankan. Sachant les fortifications de la ville incapables de résister à l'artillerie française, Samory engage une guerre de mouvement. En dépit des victoires qu'il remporte contre des colonnes françaises isolées notamment à Dabadougou en septembre 1891, Samory échoue à chasser les Français du cœur de son royaume.
En juin 1892, le successeur du colonel Archinard, le colonel Humbert, menant une petite force bien équipée de soldats triés sur le volet, capture Bissandougou, la capitale du Wassoulou. Un autre coup dur pour Samory Touré est l'arrêt des ventes d'armes par les Britanniques, soucieux de respecter la convention de Bruxelles de 1890, la restriction des ventes d'armes étant, selon cette convention, nécessaire à l'éradication de l'esclavage des populations africaines.
En 1893, il arrive dans la zone du Baoulé-Nord après avoir établi son siège à Dabakala. Concluant un accord de non-agression avec les Baoulés à Kotia Kofikro (village situé dans l'actuel Bouaké), il transforme le marché agro-pastoral du village en un important marché d'esclaves à partir de 1894. Jusqu'en 1898, tous les captifs des guerres samoriennes sont conduits à ce marché pour y être vendus, principalement aux chefs baoulés et gouro.
Au début de 1895, il rencontre et repousse une colonne française venant du pays baoulé sous le commandement de Monteil et, entre juillet 1895 et janvier 1896, il occupe le pays abro, Gyaman, et la partie occidentale du Gondja. À cette époque, il est parvenu à se créer un nouvel empire dans l'arrière-pays de la Côte d’Ivoire et de l’Ashanti.

## Années de sursis et défaite

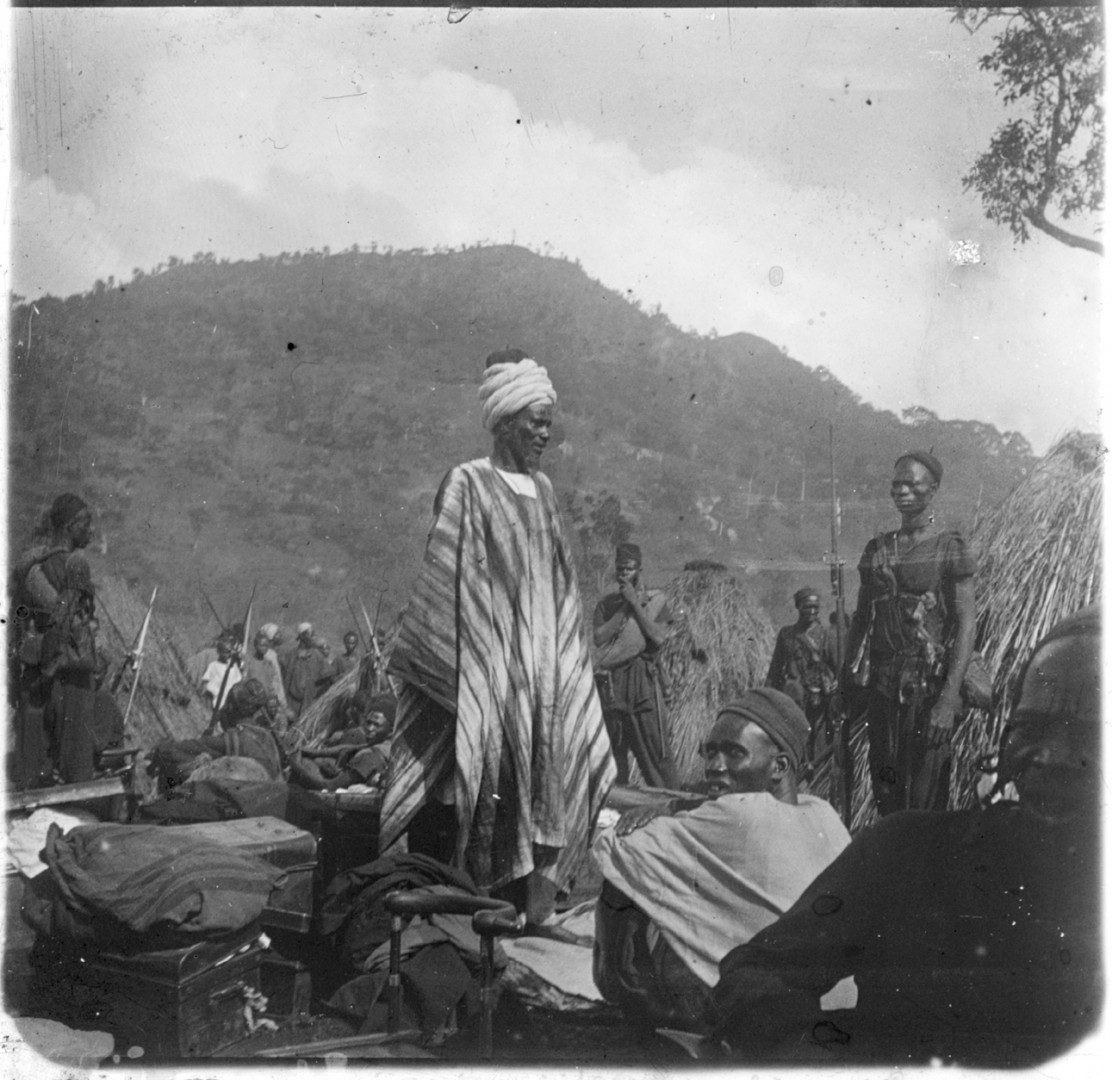
Samory Touré en captivité, en 1898.

Évitant un combat qui lui aurait été fatal, il mène une politique de la terre brûlée, dévastant chaque parcelle de terrain qu'il évacue. Bien que cette tactique le coupe de sa nouvelle source d'approvisionnement en armes, le Liberia, il réussit tout de même à retarder la poursuite française.
Devant la supériorité matérielle de ses ennemis, Samory s'éloigne dans l'hinterland de la Côte d'Ivoire et se replie vers l'est, vers les fleuves Bandama puis Comoé. Dès lors, sa présence est ignorée par l'armée française, dans la mesure où le nouvel établissement de Samory ne constitue plus un objectif stratégique de la politique coloniale française.
L'affrontement est relancé par l'attaque opérée par un des fils de Samory Touré contre un bataillon français, qui est anéanti. Cette action déclenche une campagne française de représailles au printemps/été 1898. Samory Touré est capturé au petit matin du 29 septembre 1898 à Biankouma (Guélémou) par surprise, sans un coup de feu, par la petite colonne de deux cent tirailleurs placée sous le commandement du capitaine Gouraud qui surgit dans son camp. Ses principaux fils et toute sa maison sont faits prisonniers. Les chefs, marabouts et les quelque 1 800 sofas qui constituent les restes de son armée déposent leurs armes.
Exilé au Gabon, Samory Touré y meurt en captivité le 2 juin 1900 des suites d'une pneumonie.

## Postérité

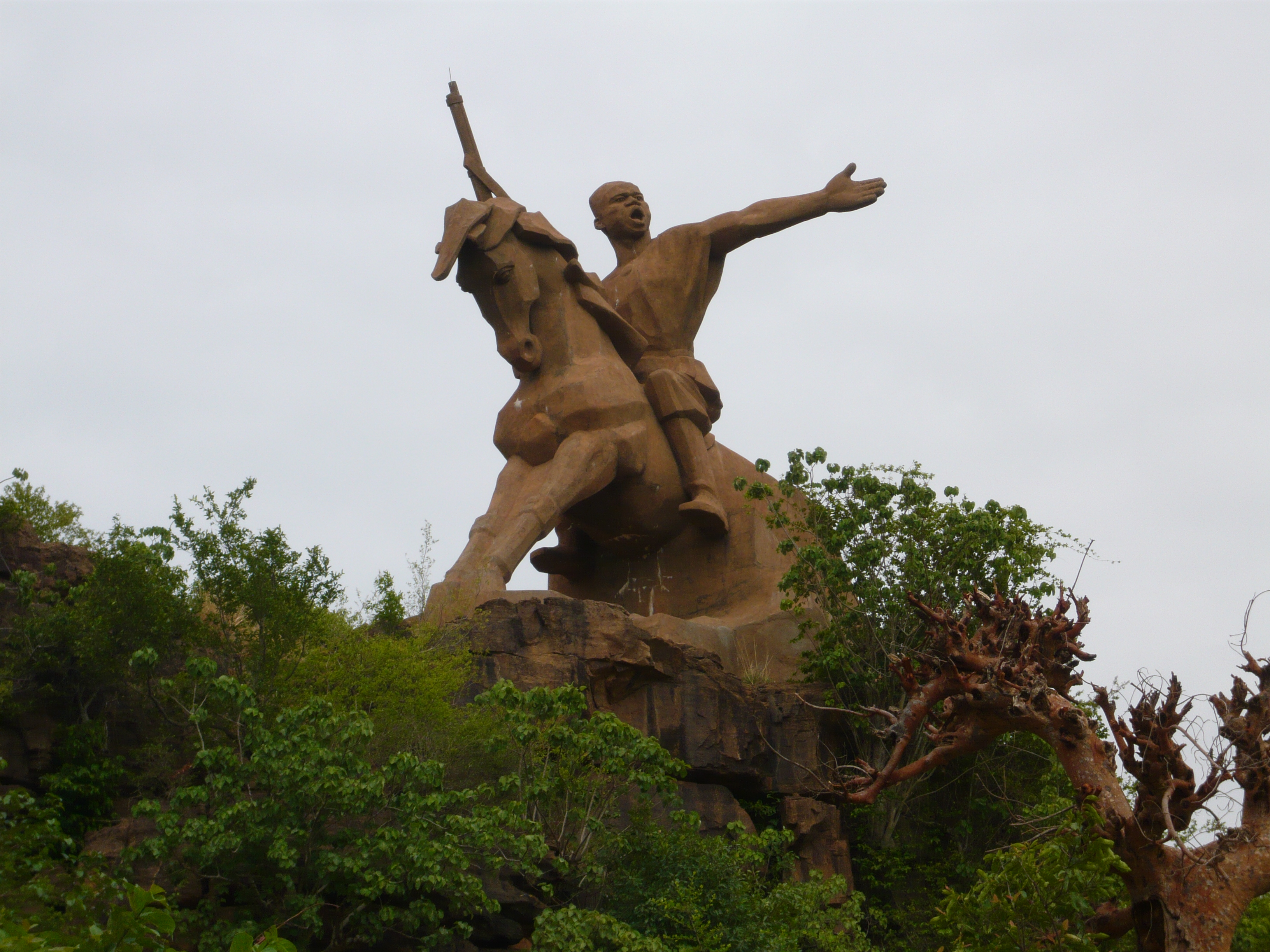
Parc des sofas de Samory-Woyowoyanko à Bamako.

Le premier président de la république de Guinée, Ahmed Sékou Touré, est un arrière-petit-fils de l'Almamy Samory Touré. Il défend un programme anti-colonial. Samory Touré devient ainsi une figure du panafricanisme contre la menace néocoloniale occidentale.
De façon générale, Samory Touré fut sans doute l'adversaire le plus redoutable que les Français eurent à affronter en Afrique de l'Ouest. C'est pourquoi il apparaît, dans l'historiographie nationaliste post-coloniale, en figure de héros de la résistance africaine à l'expansion coloniale.
Dans la province du Moyen-Ogooué au Gabon, une île porte son nom île Almamy Samory Touré, située à Ndjolé,.

### Camp militaire et parc
Divers camps militaires sont dédiés à Samory Touré :
- Camp Almamy Samory Touré à Conakry[19]
- Parc des sofas de Bamako
- plantation des Sofas de Samory Touré[20]

### Musées
Des objets appartenant à Samory et ses sofa sont exposées au musée militaire du Camp Soundiata Keita de Kankan.

Baignoire de Samory Touré.
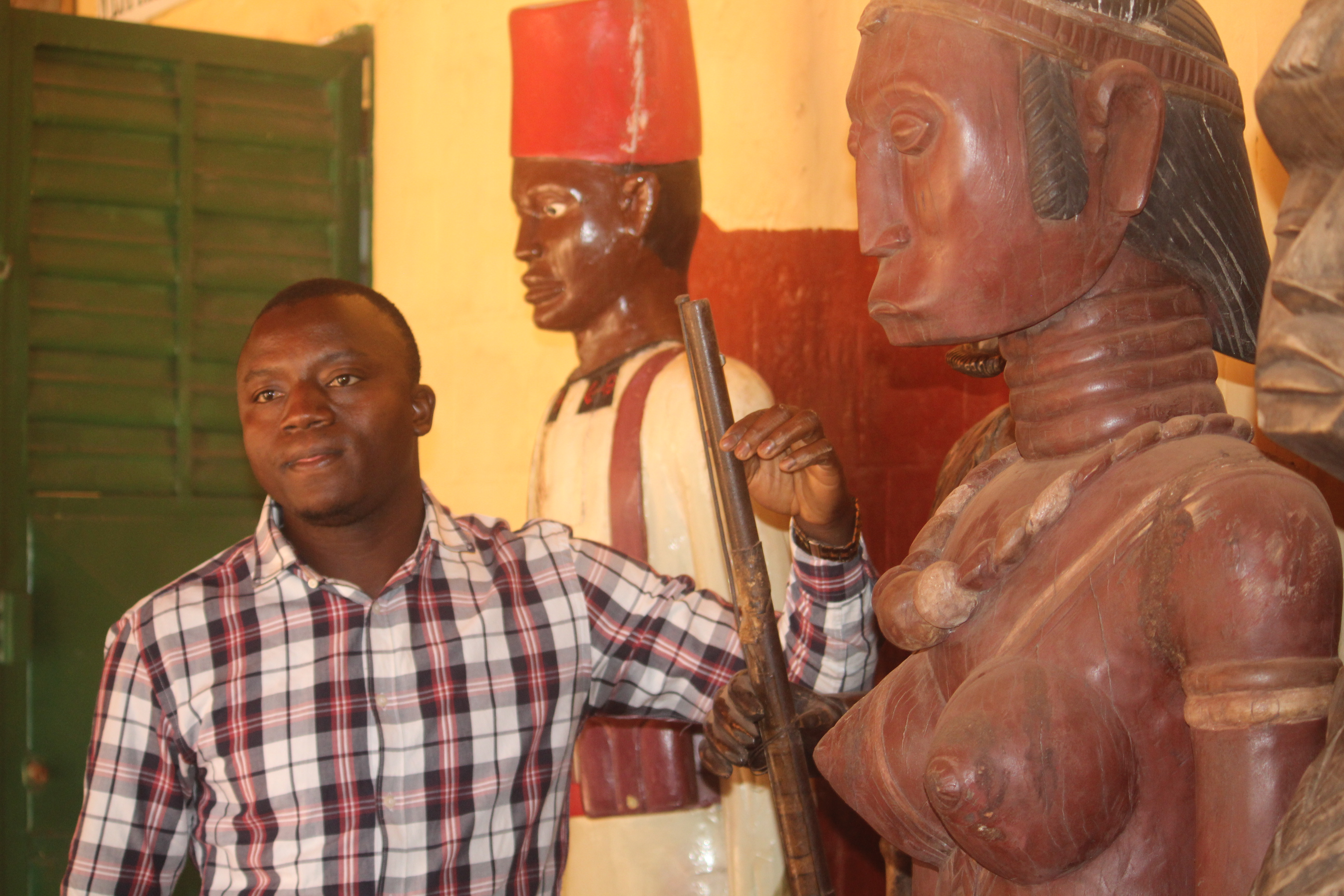
Arme des Sofa de Samory Touré au Musée du Camp Soundiata Keita de Kankan.

### Œuvres
- Sidi Ahmed Cheik Ndao, Le fils de l’Almamy, collection "Théâtre africain", no 20, P.J. Oswald, 1973[22].
- Bernard Zadi Zaourou, Les Sofas, collection "Théâtre africain", no 26, P. J. Oswald, 1975.
- La pièce de théâtre de Massa Makan Diabaté Une hyène à jeun (1988) est inspirée de la signature du traité de Kéniéba-Koura par Samory Touré en 1886, qui cédait la rive gauche du Niger à la France.
- La pièce du dramaturge burkinabè Lampolo Koné, Soma Oulé, traite de Samory Touré[23].
- Le peintre français Pierre Castagnez, établi à Dakar, a réalisé un portrait de lui, conservé au musée des Arts d'Afrique et d'Océanie à Paris (au Musée du quai Branly depuis 2003.)
- Le groupe guinéen Bembeya Jazz National commémora Samory Touré dans l'album Regard sur le passé sorti en 1969. L'album loue la résistance anti-coloniale de Touré et ce début de construction nationale pour la Guinée.
- Le chanteur ivoirien de reggae Alpha Blondy composa le titre Bory Samory (publié en 1984 sur Cocody Rock) en mémoire de Samory Touré.

## L’art militaire de Samory: une véritable rupture avec les usages ouest-africains
« Depuis que le Soudan a cessé d’être une colonie militaire, il est en effet entré dans une période de conquête et de combats sanglants. Dans la région du sud-est, une de nos reconnaissances de tirailleurs auxiliaires a rencontré une colonne anglaise partie de Sierra-Leone avec 600 hommes ; les deux troupes se sont prises réciproquement pour des bandes de Samory et ont engagé une affaire sur laquelle je n’ai pas de détails, mais qui a dû être assez chaude. Nos indigènes, soldats irréguliers, ont tenu en échec les troupes de la Reine […]. Voilà qui doit être fixé en France : 1° sur la valeur de nos troupes auxiliaires indigènes ; 2° sur la force des bandes de Samory, puisqu’on peut confondre avec elles des troupes régulières européennes » (C. Mangin, 1930 : 594).
Au moment où Samory choisit le métier des armes vers 1853, le contexte politique en pays mandingue est celui des Kafou. Système pré-étatique où des cités forteresses constituent l’unité politique de base. Ces villages sont plus ou moins fortifiés et reliés entre eux selon un schéma d’alliances complexe. En cas de menaces, les vivres et la population sont mis à l’abri sur une place principale qu’il s’agit de défendre ferme jusqu’à ce qu’à l’ennemi s’en empare ou se décourage. L’art de la guerre malinké se résume principalement à la poliorcétique. Dans ces sociétés très segmentaires (J. Suret-Canale, 1977 : 384) quelques empiresont bien tenté d’imposer leur hégémonie mais aucun n’y est parvenu comme Samory.
L’espace malinko-soudanais se caractérise alors par une lacunarité où, hors de ces cités-états, une insécurité relative règne. C’est dans ce contexte que les Dioula, commerçants musulmans ont un intérêt objectif à ce que le système des Kafoupasse sous domination d’Etats forts, à même d’assurer la sécurité et la liberté du commerce. Cette vision politique se heurte aux animistes gardiens de l’ordre traditionnel des Kafou. Aussi deux forces s’opposent. La première, celle de traditions aristocratiques animistes fondées sur les Kafou, l’autre, Dioula qui au nom de la sécurité des échanges commerciaux teintés de guerre sainte prône la fin de l’ordre ancien.
Samory le Dioula est, pour toutes ces raisons mais aussi par ambition personnelle, du second monde.  C’est le sens du titre utilisé par Yves Person lorsqu’il décrit la fondation de l’empire du Wassoulou comme une révolution Dioula. Ce renversement de l’ordre Ancien par Samory débute aux environs de 1867 lorsque ce dernier prend le titre de Faama. Pragmatique, Samory opte davantage pour une conciliation des deux ordres. Plus exactement, il sait faire preuve, bon gré mal gré, de souplesse lorsqu’il n’a pas le choix. Plus tard, devenu commandeur des Croyants en 1883, il s’accommode d’alliés animistes au sein de son propre Etat, l’empire du Wassoulou valant bien quelques amulettes. Sur le plan militaire la rupture est en revanche absolue, totale.

### Une organisation militaire robuste et véritablement moderne
Les Kafou n’ont pas besoin d’armées permanentes. Abrités derrière leurs fortifications et disposant d’éléments d’alerte constitués des paysans cultivant leurs champs aux alentours immédiats de ces places, nul besoin de se priver d’une main d’œuvre indispensable à la vie de la cité. Seules les gardes prétoriennes des Mansa sont considérées professionnelles. Toutefois, leurs faibles effectifs ne les désignent pas comme des unités à même de produire des effets tactiques significatifs.
Le système des Kari demeure la mobilisation par classes d’âges appelables uniquement en cas de danger. La classe qui constitue le fer de lance de la défense reste celle des 20-30 ans. Cette troupe n’est quasiment pas entrainée et est équipée principalement d’armes blanches. Ses aptitudes offensives furent nulles si ce n’est la capacité à conduire des expéditions punitives.
C’est à partir d’un noyau d’aventuriers professionnels que Samory, aux alentours des années 1865, commence à se forger une troupe aux aptitudes militaires intéressantes. Toutefois, jusqu’à la consolidation de l’Empire vers 1888, Samory continue à utiliser le système des Kari en tant que complément. À partir de ces effectifs amalgamant conscrits et professionnels, Samory constitue des unités dont la direction est confiée aux plus compétents, indépendamment de l’âge ou de la caste.
Les années 1874-1879 marquent un tournant. En même temps qu’un fort accroissement numérique, l’armée de Samory acquiert une structure assez stable. L’entraînement de la troupe ne devient toutefois systématique et généralisé, surtout dans le domaine du tir, qu’à partir de 1890, au moment, où la confrontation aux troupes françaises devient régulière. Outre, l’absence d’artillerie qui handicape très fortement l’armée de Samory, ce dernier a conscience du retard qualitatif de ses combattants face aux tirailleurs sénégalais.
Tableau 1 : Évolution des effectifs militaires du 1er empire de Samory
| Année   | Population | Effectif des troupes | Pourcentage |
| 1885    | 1 100 000  | 25-30 000            | 2,5%        |
| 1887    | 1 100 000  | 35 000               | 3,2%        |
| 1891[6] | 547 000    | 10-15 000            | 2,4%        |
| 1896    | 540 000    | 15 000               | 2,8%        |

Source : (M. Tymowski, 1987 : 28)
Au fur et à mesure de l’extension de l’Empire, il devient indispensable de doter les nouveaux territoires conquis de moyens autonomes d’administration et de défense. La constitution de gouvernorats dotés chacun d’une troupe constitue l’embryon de ce que Person désigne par gouvernements militaires. Créées à partir de 1879, les armées de ces provinces sont détruites successivement sous les coups de boutoirs français jusqu’à la capture de Samory en 1898.
Chacune de ces armées dispose d’une autonomie opérationnelle et administrative permettant aux Kélitigui de conduire des opérations et administrer ces territoires. Seul le Foroba est directement commandé par le souverain. Les armées de provinces comportent en moyenne 5000 hommes représentant 5 à 7% de la population de leur territoire. Cette proportion n’étant pas neutre quant à l’empreinte logistique et fiscale pour l’entretien d’une telle troupe.
Les Kélétigui disposent des pouvoirs civils et militaires. Leurs états-majors sont constitués de fidèles appelés Sofakuntigui assurant les fonctions de chef de groupement tactique du niveau du bataillon en cas de besoin. Quant au trésorier, il est nommé directement par Samory, ce qui le contraint à rendre compte à ce dernier des affaires les finances (butin, dépenses) de l’armée. Unités formées et entrainées en temps de paix, les armées conduisent, hors campagne, des opérations de police en s’appuyant sur le pion de base : le Bolo.
En temps de guerre, ces armées, si elles sont engagées au complet, s’articulent en 5 éléments : l’avant-garde, le centre, les ailes et l’arrière-garde. Ces cinq éléments deviennent chacun un Sofakun, soit un groupement tactique provisoire du niveau d’un bataillon. En déplacement, un Sofakun occupe trois axes et une surface de 9 kilomètres carrés. Le principe de modularité (armée de Terre, 2018 : 17) consistant à renoncer à l’organisation du temps de paix pour celle du temps de guerre est ainsi appliqué et permet une décentralisation du commandement [9]. La mise en œuvre du principe de subsidiarité (armée de Terre, 2021 : 113) dans son acception moderne[10] trouve alors sa pleine expression.
Le plein commandement de l’armée (Full command ou operational command, OPCOM) demeure une prérogative du souverain délégué aux commandants d’armée, les Kélétigui. Ces derniers disposent du contrôle opérationnel (OPCON) des armées de province. Ces armées pouvant comme nous l’avons vu, être articulées en plusieurs Sofakun en temps de guerre. Dans ce cadre, les Sofakuntigui disposent d’un commandement tactique (TACOM) de mise en œuvre leur permettant la direction détaillée, limitée dans le temps et l’espace des mouvements et manœuvres nécessaires pour exécuter des missions qui leur sont assignées.
Ces principes de commandement et de contrôle constituent encore de nos jours, des éléments fondamentaux de la doctrine otanienne dans la conduite des opérations.

### Création d’un échelon opératif: les armées de provinces
La création de ces armées, très autonomes sur les plans organique et opérationnel, est la singularité fondamentale de l’organisation militaire samorienne. Le fait militaire distingue trois niveaux : la stratégie, le niveau opératif et la tactique. Le niveau stratégique est celui où le politique définit au militaire les buts de guerre. Dans l’empire du Wassoulou ce niveau est incarné par Samory, appuyé par son Conseil (voir infra), qui décide des grandes orientations de l’Empire. Le niveau tactique est celui de la gestion des combats et des batailles. L’expérience de Samory en tant que Kélétigui légitime son statut de commandant en chef apte à mener campagne. Entre ces deux niveaux, un niveau intermédiaire est chargé de faire la jonction entre le stratégique et la tactique : le niveau opératif. En Europe, ce niveau commence à être perçu au XIXe siècle sous le nom de « Grande tactique ». Le niveau opératif consiste à agencer les opérations, à les combiner entre elles de manière à gagner les campagnes décidées par le commandement stratégique. La bataille d’Ulm en 1805 fournit une belle illustration de « Grande tactique ». Napoléon par le seul mouvement de ses corps d’armées,véritables petites armées, parvient à créer un déséquilibre tel chez l’ennemi qu’avant les combats du niveau tactique, la victoire est déjà à sa portée (S. Beraud, 2021 : 110). Mais c’est surtout l’école soviétique dans les années 1920-30 qui devait théoriser le concept.
L’innovation majeure de Samory consiste à se doter, dès 1879, d’armées imprégnées de ses objectifs politiques et suffisamment robustes pour mettre en œuvre sur le plan tactique, son ambition impériale.

#### Le Foroba («le bien commun»), l’armée du Nord et celle du Wassoulou
Commandée par Samory en personne, cette armée constitue la réserve de l’Empire. Le Foroba tient initialement garnison à Bissandougou, capitale de l’Empire, en 1879. C’est un frère de Samory, Manigbè-Mory qui est le premier général. C’est à l’issue de la frondede 1886 que Samory décide de ne plus déléguer le commandement du Foroba à un seul général, mais de constituer l’armée du Centre en plusieurs groupements dont il place à leurs têtes des chefs n’ayant que des prérogatives opérationnelles.
Primus inter pares par son antériorité, l’armée du Nord est constituée en 1879.  Sa zone de responsabilité a pour limite nord Siguiri dans l’actuelle Guinée, limite ouest, le Fouta Diallon et limite est le royaume du Kénédougou à cheval sur le Mali et le Burkina-Faso. Sa limite sud comprend Kankan là où la jonction est opérée avec le Foroba. L’ensemble couvre une aire de 19 000 km2 pour un effectif de 5000 hommes. L’armée du Nord est détruite en 1888 sous l’influence du soutien français au royaume du Kénédougou alors en guerre contre Samory.
Pour sa part, l’armée du Wassoulou est créée en 1882. Elle prend place en pays Bambara sur la rive gauche du Niger. Malgré une présence peule, il faut souligner l’homogénéité de la population. En effet, les peuls du Wassoulou bien que portant des patronymes Fula ont été complètement assimilés aux populations mandingues (malinké et bambara) dont ils parlent la langue. Elle comprend le pays du Wassoulou à cheval sur le Mali (Yanfolila) et la Guinée (Kankan). Le centre opérationnel de cette armée se situe à Faraba dans l’actuel Mali. La limite nord de l’armée du Wassoulou atteint les faubourgs sud de Bamako. L’aire de responsabilité de cette armée est de 22000 km2 avec un volume d’hommes avoisinant les 5000 combattants. Placées sous les ordres de Kémé-Bréma, frère de Samory à la réputation militaire presque aussi grande que celle de son ainé, sous l’action de l’armée française, cette armée est détruite en 1891 et ses débris rattachés à l’armée de l’Est.

#### L’armée de l’Est et celle de l’Ouest
Créée en 1883, cette armée a pour quartier général Bafaga (actuel Mali), ville située entre Bougouni et Sikasso. Sa limite sud jouxte la région Tengréla dans le Nord de la Côte d’Ivoire. L’armée de l’Est est d’une importance vitale pour l’Empire. Elle fait la jonction vers le pays Mossi, terre pourvoyeuse des chevaux. Bamako est conquise par la France en 1883, signe évident pour Samory que les Français projettent s’installer durablement en Afrique de l’Ouest. L’armée de l’Est demeure surtout celle qui doit procurer à Samory une profondeur stratégique sinon une échappatoire. C’est dans un contexte de rupture d’encerclement français de plus en plus pressant que Samory déclare, en 1887, la guerre au Kénédougou. Dirigé par Tiéba Traoré et soutenu un temps par la France, ce royaume nait sur les ruines du royaume de Kong fondé par les Ouattara à la fin du XVIIIe siècle.
Vers 1840, les Traoré succèdent aux Ouattara et parviennent à bâtir un royaume. Bien que toutes les armées de l’Empire, dont le Foroba, sont engagées dans cette guerre contre le Kénédougou, l’armée de l’Est subit de plein fouet la défaite de Samory en 1888 devant Sikasso.  Après la chute de Bissandougou capitale de l’Empire en 1892, l’armée de l’Est disparait dans sa forme pour prendre la route de l’exode et fonder le second empire samorien dans le Centre-nord de la Côte d’Ivoire.
Pour sa part, l’armée de l’Ouest s’étend sur un champ opérationnel allant du sud du Fouta Diallon à la bordure de la zone d’influence britannique en Sierra Leone. Cette zone de responsabilité est marquée par une grande variété de reliefs et surtout sur le plan ethnique une mosaïque de populations. Le contrôle de cette province n’est pas aisé et l’armée de l’Ouest doit porter son effort sur le contrôle des voies de communication vers l’océan au travers des postes fortifiés, les sanyès. Le rôle de cette armée demeure singulier et fondamental pour l’Empire : conserver un accès à la mer pour s’assurer du commerce des armes avec l’Europe, singulièrement le Royaume Uni.
Installés depuis 1787 à Freetown, les Britanniques établissent une colonie qui se développe lentement. Une petite garnison (C. Fyfe, 1962 :119) tient place à Freetown et des entreprises britanniques doivent s’y installer en raison du charbon, du commerce de l’huile, de l’ivoire et des peaux. À partir de 1880, un nouveau commerce se développe avec les états ouest africains, celui des armes. Les fusils à tir rapide équipent certaines armées africaines. Ce commerce prospère jusqu’en 1890, date de signature de la convention de Bruxelles dont l’une des visées est de limiter l’approvisionnement en armes modernes les états et royaumes africains.
Samory développe des liens commerciaux avec cette colonie britannique à la fin des années 1870 (Y. Person, 1967 : 17). Face à la poussée samorienne vers l’ouest, la petite garnison de Freetown ne fait pas le poids et doit jouer l’apaisement. Albion dispose de deux atouts : le commerce des armes et les ambitions françaises qui constituent le comburant d’une relation commerciale Wassoulo-britannique. Dans un contexte de concurrence entre la France et le Royaume-Uni, Samory joue sur les rivalités franco-britanniques afin de conforter l’assiette territoriale de son empire. Dans ce diner de dupes où Samory finit par prendre la place d’invité d’honneur le gouverneur britannique Rowe mise sur les vertus pacificatrices du commerce et de la patience stratégique : le commerce d’armes si précieuses pour Samory constitue de facto une garantie de sécurité pour la colonie britannique. La patience stratégique consiste à gagner du temps en alimentant la guerre entre le Wassoulou et la France dans une sorte de co-belligérence qui ne dit pas son nom, tout en attendant que Londres clarifie ses ambitions en Afrique de l’ouest.
Loin des enjeux des capitales européennes où le Grand jeu des puissances occidentales doit aboutir à des accords entre gentlemen européens quant au devenir de l’Afrique, sur le terrain les officiers français poursuivent leurs ambitions de carrière et desseins de grandeurs pour la France, un œil rivé sur Samory l’autre sur les ambitions britanniques.
Le 24 mai 1890, après huit années de fortes pressions par l’armée française, Samory signe un traité de protectorat avec le Royaume Uni. Suffisamment affaibli et ne constituant plus une menace aux intérêts de la Couronne britannique en ces contrées, ce traité est vidé de sa substance politique quelques mois plus tard avec la signature de la convention franco-anglaise du 5 août 1890. Paris et Londres commencent alors à s’entendre sur les délimitations de leurs ambitions coloniales en Afrique. Dans ce contexte, les Britanniques de Sierra Leone ne peuvent remettre en cause la grande politique de Londres et Paris au bénéfice d’une colonie secondaire, la Sierra Leone. Londres lâche donc Samory. L’armée de l’Ouest devient la proie des révoltes autochtones et poussées militaires françaises. Cette offensive française combine des actions d’influence visant au soulèvement des populations non malinkés de cette province et des actions cinétiques. L’armée est détruite à deux reprises. Une première fois en 1888 par les révoltes des populations non mandingues puis une seconde fois en 1891-1893 par l’action des colonnes françaises.
Ces armées constituent le cadre militaire d’un outil moderne. Cet outil devait pleinement s’exprimer sur le plan tactique grâce à une articulation révolutionnaire en Afrique de l’Ouest et très semblable aux armées européennes.

### Les échelons tactiques

#### Le Kourou et le Bolo
À la base de cette articulation se trouve le Kourou (E. Peroz, 2019 : 390), l’équivalent du groupe ou de la section de combat. D’un effectif variant entre 10 à 20 combattants, le Kourou est aux ordres du Kourountigi, chef de groupe/ section. Si le chef de cette unité reste le même, les effectifs en revanche varient d’une mission à l’autre. Le Kourou constitue le premier échelon tactique d’infanterie. Chaque combattant est équipé d’un fusil et d’une arme blanche. Le chef de Kourou est souvent doté d’un cheval.
Plusieurs Kourou forment un Bolo ou Kelembolo (main de guerre). Les chefs de Bolo, les Bolokuntigui jouent un rôle clef. Cette unité forme corps et l’autorité du chef est symbolisée par la remise d’une hache de guerre plate en argent (dyendé) ainsi que d’un étendard blanc désignant la position du chef durant le combat. Monté à cheval, le Bolokuntigui dispose d’un pistolet qu’il peut agrémenter de fantaisies. Cela constitue son arme de prestige et de commandement. Il a à sa disposition un groupe de commandement composé de 4 à 5 griots estafettes chargés de la transmission des ordres. Les ordres sont transmis par ces estafettes, parfois à cheval, mais également par des cornes de bœuf. À partir de 1890, Samory introduit le clairon à l’imitation des unités de tirailleurs sénégalais. Des servants accompagnent également le Bolokuntigui en campagne pour l’entretien de sa monture et son confort personnel.
D’un effectif avoisinant les 200 combattants, tous équipés de fusils (M. Tymowski, 1987 : 46), le Bolo est une unité d’infanterie disposant de son propre échelon logistique. A travers les forgerons insérés dans le Bolo, les composantes RAV, MEC et SAN sont constituées à l’instar des actuels groupements tactiques interarmes mais, avec des effectifs plus faibles. Unité aux effectifs stables, doté d’un véritable esprit de corps, le Bolo demeure le premier effecteur tactique de Samory suffisamment autonome pour également remplir des fonctions de police administrative et politique. Selon la mission, le Bolokuntigui reçoit des prérogatives administratives sur un territoire donné.
À côté du Bolo ordinaire, existe le Bolo de cavalerie. En effet, le cheval est connu de l’Afrique de l’ouest depuis le IXe siècle (L. Robin, 1980 : 41). C’est lorsque Samory sert sous les Cissé (1853-1862), que des observateurs européens remarquent l’existence d’unités constituées pour un effectif global de 1000 cavaliers (L. Robin, 1980 : 140). Samory emprunte ce modèle, qu’il perfectionne sans que toutefois, la cavalerie ne joue un rôle majeur dans les opérations.
Samory constitue dès 1869-1870 des unités de cavalerie. À l’apogée de l’Empire, en 1888, les estimations du renseignement militaire français évaluent le nombre de cavaliers jusqu’à 4000 hommes. Toutefois, cela ne signifie aucunement que la cavalerie sous Samory prise en tant que telle ait été engagée à pareil volume en tant fonction opérationnelle. Car nous l’avons vu, le cheval est également une marque de prestige et les chefs, dès les fonctions de chef de Kourou, sont montés. Aussi, l’estimation du lieutenant-colonel Borgnis-Desbordes en 1882 nous parait plus juste lorsqu’il évalue la fonction opérationnelle cavalerie à 950 sabres.  En mai 1885, l’armée du Foroba, forte de 5000 hommes et qui affronte la colonne du capitaine Louvel, compte 4 à 500 cavaliers manœuvrant à l’européenne et de façon autonome (G. Valbert, 1894 : 703).
Le Bolo de cavalerie chez Samory est d’un effectif constant d’une cinquantaine de cavaliers. Ces escadrons de cavalerie sont non sécables et la subdivision en pelotons n’est pas pratiquée. Cela n’empêche pas que des éléments de cavalerie isolés puissent agir, mais en campagne l’échelon tactique pris en compte est le Bolo dans son ensemble. Sur le plan de l’équipement, les cavaliers sont les premiers dotés de fusils modernes à répétition, la dotation en fusil à pierre les obligeant à mettre pied à terre pour recharger. Aussi, en 1891, l’ensemble de la cavalerie de Samory est équipé de fusils modernes.

#### Le Sofakun, l’échelon bataillonnaire et les unités particulières
Cet échelon tactique n’est pas permanent. Il s’agit de groupements provisoires constitués autour d’un noyau d’infanterie renforcés d’un ou deux Bolo de cavalerie. L’effectif de cette unité peut atteindre jusqu’à 1000 combattants. À partir de 1885, face à la poussée française, Samory inclut des éléments chargés de valoriser les étapes de ses unités ou barrer des itinéraires au travers des aménagements battus par les feux.
Outre la cavalerie, nous pouvons donc considérer que la fonction opérationnelle appui dans sa composante génie, est prise en compte et mise en œuvre par Samory et ses Kélétigui Les chefs de Sofakun sont désignés directement par les chefs d’armées de provinces, les Kélitigui. Contrairement au Bolokuntigui, le Sofakuntigui n’est pas nommé directement par le Souverain. Sa légitimité politique demeure donc plus faible. En termes de délégation de commandement, bien qu’ayant autorité tactique sur les Bolos, il n’exerce qu’un contrôle tactique opérationnel et non pas le plein commandement sur les Bolos qui lui sont subordonnés.
Il est intéressant de noter qu’entre le Sofakun et l’armée, il n’existe pas de niveau intermédiaire tel que la brigade ou la division. La raison est sans doute à rechercher dans les effectifs engagés lors des combats. Ni entre Africains, ni contre les Européens les effectifs impliqués lors des batailles ont nécessité la construction d’un échelon tactique entre le bataillon et l’armée. Sauf à considérer, à l’instar de ce que nous pouvons observer chez d’autres armées contemporaines, que le Sofakun avec un effectif d’un millier d’hommes puisse être considéré comme une brigade et le Bolo, selon ses effectifs, un bataillon.
Comme unités particulières, on note l’existence de la Garde personnelle du Souverain, constituée dans les années 1860 à partir d’un effectif de 50 sofas recrutés parmi l’ethnie Toma frontalière de la Sierra Leone. La Garde dispose d’uniformes (chéchia et ceinture rouges, pantalon noir et boubou), ainsi que d’un armement moderne. Son effectif est sans cesse croissant : autour de 60 lors de la mission du capitaine Peroz vers 1860, 350 en 1892. La Garde n’est pas engagée en tant qu’unité constituée sauf exceptionnellement lors du siège de Sikasso en 1887.
L’institution des Bilakoro (garde juvénile) est singulière à plus d’un titre. Elle peut être considérée à la fois comme une école militaire pépinière des futurs cadres de l’armée et une garde prétorienne. Parmi le butin, Samory se réserve un tiers de jeunes gens, les plus robustes, qu’il attache à sa personne. Regroupés et encadrés par des Sofas, ils forment un corps : les Bilakoro.
Les plus méritants et aptes, sont équipés de fusils vers l’âge de 14 ans après leur circoncision. À partir de cet instant, ils reçoivent une formation militaire rigoureuse. Vers 18-20 ans ils sont affectés vers la Garde ou répartis entre les chefs d’armée. C’est principalement dans ce vivier que sont recrutés les principaux chefs de l’armée.

### Le renseignement, pilier de la révolution militaire de Samory
La nécessité de contrôler de vastes étendues conduit Samory à rompre totalement avec l’organisation militaire traditionnelle malinké. Mieux, elle le pousse à développer la fonction renseignement en l’organisant et la systématisant.
Au sommet de l’État siègent le Souverain et son Conseil constitué à partir de 1868. Conseil des ministres, il est composé à partir de 1884, d’une douzaine de membres chargés de conseiller le Souverain dans des domaines régaliens ou remplir des missions ponctuelles. Le Conseiller du Trésor gère les finances de l’Empire. Amara Dieli Diabaté, conseiller resté à la postérité, occupe les fonctions équivalentes à celui d’un Ministre des armées. Le commandement opérationnel lui échappant car, assuré en chef par Samory ou est largement délégué aux Kélétigui. La représentation du Souverain pour les relations extérieures est exercée (1881-1883) par Tasili Manga, un Malinké dont la connaissance de l’anglais et du français le désigne comme ministre des affaires étrangères. Enfin, Mamadou Cissé eut la charge du renseignement intérieur.
Un système complexe et efficace de renseignement intérieur se développa s’appuyant sur un maillage territorial très dense. Garant de la stabilité des provinces de l’Empire, le renseignement intérieur reposa outre sur les Kélétigui et leur gouvernorat, sur les commerçants mais surtout les marabouts qui, de 1881 à 1894 jouent un rôle central. Envoyés dans les provinces ces fonctionnaires religieux sont chargés de deux missions principales : propager l’enseignement islamique et surveiller l’état d’esprit des sujets de l’Empire.
Une inspection des marabouts se tient chaque année à la fin du mois de Ramadan où les inspecteurs nommés par le Conseil sont chargés de contrôler leur moralité, leurs résultats dans l’enseignement de l’Islam ainsi que de recueillir leur rapport sur l’état de la province. Cette institution équivalente à celle des Renseignements généraux se disloque à partir de 1888 suite à la fronde avant de disparaître totalement en 1894 lors du second Empire.
Le renseignement d’intérêt militaire emonte par différents capteurs civils ou militaires (H. Gouraud, 1939 : 2018-2019). Les commerçants, marabouts ou employés placés auprès des Français sont autant de capteurs qui permettent une connaissance des dispositifs et intentions ennemis, état des places fortes. Sur le plan des tactiques militaires, Samory organise le recensement et le recueil des déserteurs des unités françaises et britanniques. Chez les officiers coloniaux, certains signalent l’existence d’une « école de l’hivernage » délibérément mise en place par Samory. C’est un système visant à ordonner à certains sofas à s’engager chez les tirailleurs pour ensuite déserter. Sans que l’on puisse juger du caractère systémique de ces engagements en vue de désertion, il est en revanche attesté une l’évolution des modes d’action des unités samoriennes s’inspirant des techniques des tirailleurs sénégalais.
En 1892, certaines unités manœuvrent au clairon. La même année le Britannique Kenney note la présence de compagnies à 150 hommes, Nebout observe en 1893 quatre compagnies défiler en silence en rang par quatre à l’européenne. Sur le plan tactique, les missions d’exploration sont classiquement assurées par la cavalerie (P, 1897 : 17).
C’est dans le domaine du renseignement technique que Samory fait preuve d’une ingéniosité digne d’une attention particulière. Créant des armées permanentes, Samory en tire les conséquences en établissant des échelons logistiques insérés dans les formations tactiques et en place au sein des garnisons. Ces bases logistiques comprennent des tailleurs, des cordonniers et des forgerons. Dans la société malinké, chacun de ces métiers sont encore tenus par des gens de castes. La caste des forgerons (Noumou) constitue le vivier des forgerons militaires chargés de la réparation des fusils puis, à partir de 1873 leur fabrication. Si la fabrication de fusils à pierre ne pose pas de problèmes techniques aux Noumou, la pression française et sa supériorité technique conduit Samory à entreprendre un énorme effort dans le renseignement technique. C’est à partir de 1885, qu’il charge son forgeron en chef Karfala Kourouma d’établir des chaines de production de fusils à répétition.
Alors que le fils de Samory est invité en France en 1886 dans le but de convaincre Samory de la vacuité de sa résistance, Moussa Kaba, dit Siaka Moussa, lui aussi Noumou réussit à se faire embaucher aux ateliers à Saint-Louis au Sénégal afin de se familiariser avec l’armement moderne. À son retour de Saint-Louis en 1886, Kaba constitue une équipe chargée de la réparation des fusils à répétition déjà en dotation dans l’armée de Samory ainsi que la fabrication de munitions pour fusils. Pour ce qui est de ce dernier point, un système de collecte systématique des douilles françaises est organisé sur le champ de bataille avec un acheminement vers les ateliers à fins d’études. La difficulté technique que doivent affronter les Noumou est la fabrication des pièces détachées pour les fusils. Ce n’est qu’au prix d’un effort considérable que les équipes Moussa Kaba parviennent vers 1888-90 à reproduire les premières répliques africaines de fusils Gras et Kropatschek. En 1891, tombant sur un fusil à répétition issu des ateliers de Samory, le lieutenant-colonel Archinard ne cache pas son admiration. La copie de ces armes se borne à l’imitation des modèles pris sans tentative d’amélioration. Toutefois, les quantités produites journalières sont de 2 fusils, ce qui permet d’équiper en fusils autochtones toute la Garde, soit 290 hommes.